# Little Shop of Horrors (comédie musicale)
Pour les articles homonymes, voir La Petite Boutique des horreurs.
Little Shop of Horrors (La Petite Boutique des horreurs) est une comédie musicale composée par Alan Menken et écrite par Howard Ashman, d'après l'histoire du film homonyme de Roger Corman, sorti en 1960.
La première fut jouée en Off-Off-Broadway en 1982 avant de déménager au Orpheum Theatre Off-Broadway, où il sera joué pendant cinq ans. 
Une adaptation française d'Alain Marcel sera produite en 1986 au Théâtre Libertaire de Paris (Déjazet). Elle sera nommée aux Molières comme meilleur spectacle musical.
La comédie musicale sera adaptée au cinéma en 1986 par le réalisateur Frank Oz.

## Synopsis

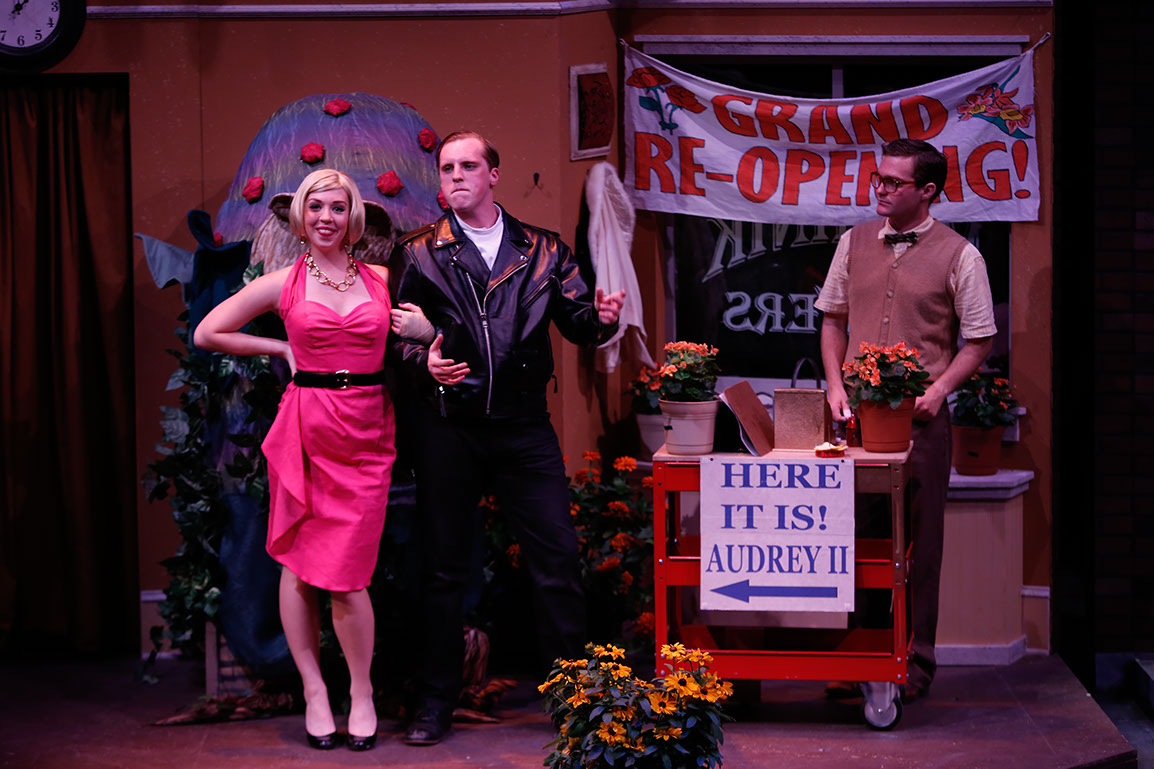
Little Shop of Horrors joué à l'université d'Otterbein en 2013

Seymour Krelborn travaille chez un petit fleuriste de quartier, et est secrètement amoureux de sa collègue Audrey. Son patron, désespérant de l'absence de clients dans le magasin, annonce qu'il va devoir mettre la clef sous la porte. Seymour propose alors de mettre en vitrine une plante inconnue qu'il avait trouvée le jour d'une éclipse. Intrigués par l'aspect étrange de la plante, les clients affluent. Il s'avère cependant que la plante a besoin de sang humain, et Seymour éprouve chaque jour - au fur et à mesure qu'elle grandit - plus de mal à la nourrir.

## Numéros musicaux
Acte I
- Prologue ("Little Shop of Horrors") – Chiffon, Crystal et Ronette
- "Skid Row (Downtown)" – La troupe
- "Da-Doo" – Chiffon, Crystal et Ronette (avec la voix de Seymour)
- "Grow for Me" – Seymour
- "Ya Never Know" – Mushnik, Chiffon, Crystal, Ronette et Seymour
- "Somewhere That's Green" – Audrey
- "Closed for Renovation" – Seymour, Audrey et Mushnik
- "Dentist!" – Orin, Chiffon, Crystal et Ronette
- "Mushnik and Son" – Mushnik et Seymour
- "Sudden Changes" – Seymour
- "Feed Me (Git It)" – Audrey II et Seymour
- "Now (It's Just the Gas)" – Orin et Seymour
- Coda  – Chiffon, Crystal, Ronette, et Audrey II

Acte II
- "Call Back in the Morning" – Seymour et Audrey
- "Suddenly, Seymour" – Seymour, Audrey, Chiffon, Crystal et Ronette
- "Suppertime" – Audrey II (avec Seymour et Mushnik)
- "The Meek Shall Inherit" – La troupe
- "Sominex/Suppertime" (reprise) – Audrey et Audrey II
- "Somewhere That's Green" (reprise) – Audrey (avec la voix de Seymour)
- "Finale Ultimo ("Don't Feed the Plants") – La troupe